# Бритавка (річечка)
Бритавка — річечка  в Україні, у Чечельницькому  районі Вінницької області. Ліва притока Малої Савранки  (басейн Південного  Бугу).

## Опис
Довжина річки 37 км. Площа басейну 329 км².

## Розташування
Бере  початок на північному заході від с. Бритавка, у Бритавському лісі. Тече переважно на південний схід через Бритавку і між Івашковим і Поповою Греблею (на межі Одеської та Вінницької області) впадає у річку Малу Савранку, праву притоку Саврані. 